# Thomas Ayeko
Thomas Ayeko (* 10. Februar 1992 in Kapkorosoi, Distrikt Bukwo) ist ein ugandischer Langstreckenläufer. 

## Sportliche Karriere
Erste internationale Erfahrungen sammelte Thomas Ayeko bei den Crosslauf-Weltmeisterschaften 2010 in Bydgoszcz, bei denen er den 18. Platz in der Juniorenwertung belegte und mit dem Team die Bronzemedaille gewann. Ein Jahr darauf gewann er bei den Crosslauf-Weltmeisterschaften in Punta Umbría die Silbermedaille  sowie erneut die Bronzemedaille in der Teamwertung. Bei den Juniorenafrikameisterschaften 2011 in Gaborone gewann er die Bronzemedaillen über 5000 und 10.000 Meter. 2012 qualifizierte sich Ayeko über 10.000 Meter für die Olympischen Spiele in London und belegte dort im Finale in 27:58,96 min den 16. Platz.
2013 nahm er an den Weltmeisterschaften in Moskau teil und belegte er über 10.000 Meter den elften Platz. 2014 erfolgte die Teilnahme an den Afrikameisterschaften in Marrakesch, bei denen er den siebten Platz über 5000 Meter sowie den zehnten Platz über 10.000 Meter belegte. Bei den Commonwealth Games 2018 im australischen Gold Coast trat er über 5000 Meter an und belegte in 13:54,78 min den vierten Platz. Zuvor gewann er bei den Crosslauf-Afrikameisterschaften in Ech Cheliff die Bronzemedaille in der Einzelwertung. Bei den Crosslauf-Weltmeisterschaften 2019 belegte der 27-Jährige im März in Aarhus den siebten Rang und wurde Weltmeister in der Teamwertung.
2014 wurde Ayeko ugandischer Meister über 10.000 Meter.

## Persönliche Bestzeiten
- 5000 Meter: 13:26,09 min, 8. Juni 2012 in Turin
- 10.000 Meter: 27:40,96 min, 10. August 2013 in Moskau
- 10-km-Straßenlauf: 28:02 min, 17. April 2011 in Würzburg
- Marathon: 2:12:03 h, 17. September 2017 in Kapstadt